# Raka (Ambla)
Pour l’article homonyme, voir Raka.
Raka est un village de la commune d'Ambla dans le comté de Järva en Estonie. Au 1er janvier 2012, le village compte 56 habitants.